# Aubette de Magny
Pour les articles homonymes, voir Aubette.
L'Aubette de Magny est une petite rivière française de 15,4 km de long, affluent de l'Epte, et donc sous-affluent de la Seine, qui coule dans le nord-ouest du Val-d'Oise.

## Le cours de l'Aubette de Magny
Cette petite rivière prend sa source dans le Vexin français, à Nucourt (Val-d'Oise) dans un bois situé à l'ouest du village, et s'écoule  selon une orientation est / ouest. 
Déjà toute naissante, elle alimente un premier étang et reçoit ensuite un premier ruisseau sur sa rive droite au niveau de Vélannes-la-ville, ensuite un ru venant de Saint-Gervais et longe le Boulevard des Chevaliers en arrivant à Magny en Vexin dans un profond fossé, pour ensuite passer sous la route de Rouen D 983 et prendre la direction du Sud, en longeant le Boulevard des Ursulines toujours dans un fossé et se diriger vers le Sud-Ouest en direction de Hodent. Dans la traversée de Hodent, la rivière se sépare en deux bras sur plus de 1,5 km. Elle recevra de très nombreux émissaires dans son parcours sinueux  avant de se jeter dans l'Epte à Bray-et-Lû.
Son cours se trouve pour sa quasi-totalité dans le parc naturel régional du Vexin Français.

## Communes traversées
Dans le Val-d'Oise
Nucourt ~ Magny-en-Vexin ~ Hodent ~ Omerville ~ Ambleville ~ Bray-et-Lû

## Hydrologie
Le débit de l'Aubette de Magny a été observé pendant une période de 38 ans (1971-2008), à Ambleville, localité du département du Val d'Oise, située à moins de trois kilomètres de son confluent avec l'Epte. Le bassin versant de la rivière y est de 99,4 km2, soit 90 % de la totalité de ce dernier qui fait 110,5 km2.
Le module de la rivière à Ambleville est de 0,463 m3/s.
Les fluctuations saisonnières de débit de l'Aubette de Magny sont très peu importantes. C'est à peine si l'on peut parler de hautes et de basses eaux. Des débits mensuels moyens plus importants s'observent de décembre à mai inclus, et oscillent entre 0,494 et 0,545 m3/s, avec un maximum en mars. À partir du mois de mai, le débit diminue très légèrement jusqu'à la période des basses eaux d'été, qui se déroulent en août et en septembre, avec une baisse du débit moyen mensuel à 0,388 m3/s durant les deux mois (388 litres par seconde), ce qui reste très consistant voire abondant.
Aux étiages, le VCN3 peut baisser jusque 0,240 m3/s, en cas de période quinquennale sèche, soit 240 litres par seconde.
D'autre part les crues sont en général très peu importantes. Les QIX 2 et QIX 5 valent respectivement 1,2 et 1,6 m3/s. Le QIX 10 vaut 1,8 m3/s, tandis que le QIX 20 est de 2 m3/s. Enfin le QIX 50 se monte à 2,3 m3/s.
Le débit instantané maximal enregistré à Ambleville a été de 2,74 m3/s le 2 janvier 2003, tandis que la valeur journalière maximale a été de 1,9 m3/s le même jour. Si l'on compare le premier de ces chiffres aux valeurs des différents QIX de la rivière, l'on doit constater que cette crue était plus que cinquantennale et donc tout à fait exceptionnelle.
L'Aubette de Magny est un cours d'eau fort peu abondant. La lame d'eau écoulée dans son bassin est de 147 millimètres annuellement, ce qui est faible pour une rivière de la région. C'est inférieur de plus de moitié à la moyenne d'ensemble de la France, et inférieur aussi à l'ensemble du bassin versant de la Seine (240 millimètres), ainsi que de l'Epte (210 mm). Le débit spécifique (ou Qsp) atteint 4,7 litres par seconde et par kilomètre carré de bassin.